# Освальд Бальцер
О́свальд Маріа́н Ба́льцер  (пол. Oswald Marian Balzer; 23 січня 1858 — 11 січня 1933) — польський історик німецького походження. Доктор права. Ректор Львівського університету (1895—1896). Народився у Ходорові. Навчався у Львівському і Ягеллонському університетах. Помер у Львові. Похований на Личаківському цвинтарі. Також — Бальзер.

## Біографія
Освальд Мар'ян Бальцер народився 23 січня 1858 року в м. Ходорів Ходорівського повіту Бережанського округу в родині службовця німецького походження.
Бальцер навчався у Третій львівській гімназії ім. Франца Йосифа, по закінченню якої у 1879 році вступив на правничий факультет Львівського університету. 1881 року перевівся на юридичний факультет Яґеллонського університету, де продовжив навчання до 1882 року.
У 1883 році Бальцер захистив докторську дисертацію на тему «Ґенеза Коронного трибуналу», що мала значний успіх та принесла її автору наукове визнання. У 1883 — 1884 роках він проходив стажування в академічних навчальних закладах Берліна, здобув блискучу методологічну підготовку німецького зразка. Віддаючи належне історичним знанням та методологічним навичкам молодого науковця, на засіданні правничого факультету Львівського університету від 26 листопада 1884 року М. Бобжинський зазначив, що «він вже зрілий дослідник, який вільно володіє методикою досліджень, самостійний в їх розробці та вселяє великі надії».
У 1885 році Бальцер здобув посаду приват-доцента, у 1887 році — звання звичайного професора правничого факультету Львівського університету, де пропрацював до 1933 року, а також у 1895—1896 роках був його ректором. Від 1888 року він член Краківської Академії знань. Крім того, у 1891–1894 роках виконував обов'язки редактора журналу «Історичний Квартальник».
У 1891 році став директором крайового архіву земських і муніципальних законів у Львові. Від 1901 року засновник і довголітній голова Товариства підтримки польської науки (1920 року було реорганізоване у); дійсний член НТШ (1926) і багатьох інших наукових асоціацій. Досліджував державний і адміністративний устрій Польщі доби середньовіччя, історію давнього права слов'ян. У праці «Генеалогія П'ястів» подав чимало відомостей про династичні шлюби польських князів і королів з Рюриковичами. На високому науковому рівні здійснив публікації юридичних пам'яток вірменських колоній Західної України і книги кримінальних справ Сяноцького гродського суду за 1554—1638 — цінного джерела про опришківський рух у Надсянні та Лемківщині.
У 1902 році був представником уряду Галичини у відомій суперечці між Галичиною і Угорщиною на озеро Морське Око у Татрах. Це слухання відбулося перед арбітражем в Ґраці. Бальцер виграв процес, що призвело до встановлення кордонів в горах між Галичиною та Угорщиною відповідно до очікувань польського суспільства (дійсний дотепер).
1926 року факультет права Львівського університету (ініціатор — професор Пшемислав Домбковський) подав кандидатуру Бальцера до номінації на Нобелівську премію Миру.
Похований на Личаківському цвинтарі у Львові.
П'ять університетів надали йому звання почесного доктора:
- 1903 — Львівський університет;
- 1909 — Карловий університет;
- 1921 — Варшавський університет;
- 1926 — Познанський університет;
- 1928 — Університет Стефана Баторія у Вільнюсі.

## Твори
- 1882 — Kancelarye i akta grodzkie w wieku XVIII;
- 1886 — Geneza trybunału koronnego: studyum z dziejów sądownictwa polskiego XVI wieku;
- 1887 — O obecnym stanie nauki prywatnego prawa polskiego i jej potrzebach;
- 1891 — Regestr złoczyńców grodu sanockiego: 1554—1638;
- 1894 — Walka o tron krakowski w latach 1202 i 1210/11;
- 1895 — Genealogia Piastów; Średniowieczne prawa mazowieckiego pomniki / z rękopisu petersburskiego;
- 1897 — [O następstwie tronu w Polsce. Studya historyczno-prawne Część I. Sprawa następstwa po Kazimierzu Wielkim na tle Piastowskiego prawa dziedziczenia;
- 1899 — Historya ustroju Austryi w zarysie;
- 1900 — Sejm mazowiecki pod rządem koronnym 1526—1540 r., Historya porównawcza praw słowiańskich. Główne kierunki rozwoju nauki i jej istotne zadanie; W sprawie sankcyi statutu mazowieckiego pierwszego z roku 1532;
- 1906 — O Morskie Oko. Wywód praw polskich przed sądem polubownym w Gradcu. Z planem sytuacyjnym;
- 1908 — К истории общественно-государственного строя Польши;
- 1909 — Sądownictwo ormiańskie w średniowiecznym Lwowie; (link)
- 1910 — Jeszcze o punktach spornych pisowni polskiej, Statut ormiański w zatwierdzeniu Zygmunta I z r. 1519;
- 1911 — Skartabelat w ustroju szlachetstwa polskiego;
- 1912 — Modus eligendi regis z początku XVI wieku, [http://bibliotekaormianska.pl/dlibra/docmetadata?id=20&dirds=1&tab=1%5Bнедоступне+посилання+з+липня+2019%5D Porządek sądów i spraw prawa ormiańskiego z r. 1604][недоступне посилання з жовтня 2019];
- 1913 — Unia Horodelska: odczyt wygłoszony na publicznem posiedzeniu Akademii Umiejetności dnia 3 maja 1913 r.;
- 1914 — Historya ustroju Polski. Przegląd wykładów uniwersyteckich;
- 1916 — Stolice Polski 963—1138;
- 1917 — Skarbiec i archiwum koronne w dobie przedjagiellońskiej, Z zagadnień ustrojowych Polski;
- 1919 — Królestwo Polskie 1295—1370: Tom 1, Tom 2, Tom 3; Tradycja dziejowa unii polsko-litewskiej;
- 1920 — Konstytucya Trzeciego Maja. Reformy społeczne i polityczne ustawy rządowej z r. 1791;
- 1923 — Dwa światy;
- 1928 — Narzaz w systemie danin książęcych pierwotnej Polski.